# José Altevir da Silva
Mons. José Altevir da Silva, C.S.Sp. (* 30. listopadu 1962, Ipixuna) je brazilský římskokatolický duchovní, spiritán a biskup-prelát Tefé.

## Život
Narodil se 30. listopadu 1962 v Ipixuně.
Vstoupil do Kongregace Svatého Ducha pod ochranou Neposkvrněného Srdce Panny Marie. Teologické vzdělání získal v semináři v São Paulu a filosofické v semináři v Manausu. Dne 18. listopadu 1989 složil své věčné řeholní sliby a 6. prosinec 1992 byl biskupem Luísem Herbstem vysvěcen na kněze. V letech 1990–1991 byl misionářem v Nigérii.
Od roku 1993 působil v Belo Horizonte a Vilheně. Roku 2002 se stal formátem studentů filosofie a teologie v komunitě Padre Laval v Jardim Planalto. O deset let později byl zvolen provinciálem spiritánské provincie v Brazílii.
Dne 27. září 2017 jej papež František jmenoval biskupem Camety. Biskupské svěcení přijal 16. prosince z rukou biskupa Leonarda Ulricha Steinera a spolusvětiteli byli arcibiskup Sérgio Eduardo Castriani a biskup Jesús María Cizaurre Berdonces. Dne 9. března 2022 byl převeden do úřadu biskupa-preláta Tefé.